# Pachycereeae
Pachycereeae je tribus kaktusa iz potporodice Cactoideae. Sastoji se od dva podtribusa sa ukupno 10 rodova, tipični je Pachycereus (pahicereus) sa 13 vrsta iz Meksika. 

## Tribusi i rodovi
Tribus Pachycereeae Buxb.
1. Subtribus Echinocereinae Britton & Rose
  1. Echinocereus Engelm. (71spp.)
  2. Stenocereus (A. Berger) Riccob. (24 spp.), stenocereus
  3. Myrtillocactus Console (7 spp.)
2. Subtribus Pachycereinae Buxb.
  1. Peniocereus (A. Berger) Britton & Rose (9 spp.)
  2. Pachycereus (A. Berger) Britton & Rose (12 spp.)
  3. Carnegiea Britton & Rose (1 sp.)
  4. Marginatocereus (Backeb.) Backeb. (1 sp.)
  5. Bergerocactus Britton & Rose (1 sp.), bergerokaktus.
  6. xPacherocactus G. D. Rowley. (0 spp.)
  7. Cephalocereus Pfeiff. (5 spp.), kefalocereus.